# Athlītikos Syllogos Omonoia Leukōsias
L'Athlītikos Syllogos Omonoia Leukōsias (in greco: Αθλητικός Σύλλογος Ομόνοια Λευκωσίας), noto anche come Omonia Nicosia o come AC Omonia, è una società polisportiva cipriota con sede nella capitale del paese, Nicosia.
Con 21 campionati, 16 Coppe di Cipro e 17 Supercoppe, la squadra di calcio è la seconda cipriota più titolata, alle spalle dell'APOEL. Inoltre ha conquistato cinque double - nel 1972, nel 1974, nel 1981, nel 1982 e nel 1983. La Federcalcio cipriota ha dichiarato l'Omonia miglior squadra cipriota del XX secolo; inoltre, questa squadra è l'unica ad aver vinto la Coppa nazionale quattro volte consecutive tra il 1980 e il 1983.
Essendo una società polisportiva, la società ha branche anche nella pallacanestro, nella pallavolo, nel calcio a 5 e nel ciclismo.

## Storia

### Era amatoriale
La fondazione dell'AC Omonia risale al 1948, poco dopo la fine della seconda guerra mondiale. La nascita del club (come anche di altri dell'epoca), fu dovuta alle turbolenze politiche che caratterizzavano Cipro in quel periodo, in particolare al conflitto tra sinistra e destra dovuto alla Guerra civile greca. Nel maggio 1948, l'APOEL Nicosia spedì una lettera dal forte contenuto politico alla SEGAS (Greek Gymnastic-Athletic Clubs Association), violando lo statuto della squadra di non farsi coinvolgere nella politica. Dopo questa lettera, diversi giocatori criticarono il loro club, ma vennero poi cacciati. Quei giocatori, con altre persone costituirono il nuovo club di Nicosia, con il nome di Athletic Club Omonia Nicosia.
La Guerra civile greca causò a Cipro un fanatismo politico e riguardò ogni ambito della vita sociale dell'isola, compreso lo sport. Per questa ragione molti club crearono insieme all'Omonia l'Associazione Calcio Amatori Cipro; conseguentemente questi team non furono accettati tra i membri della Associazione Calcio Cipro. La nuova associazione formò la sua competizione, un campionato e una coppa e durò fino al 1953. L'Omonia vinse entrambe le competizioni fino al 1952 (quattro volte consecutive) e la coppa nel 1953.

### Il primo titolo
Nel 1953, le squadre dell'Associazione Calcio Amatori Cipro accettarono di diventare membri dell'Associazione Calcio Cipro, compresa l'AC Omonia, che si unì così ai team di Prima Divisione. Il club vinse il primo titolo nella stagione 1960/61, quando finì sette punti davanti alla seconda classificata, l'Anorthosis Famagusta FC, iniziando ad imporsi come una delle squadre più vincenti dell'isola.

### I decenni d'oro (anni settanta e ottanta)
L'Omonia Nicosia non riuscì a imporsi in maniera continuativa nel campionato cipriota fino al 1974. Proprio a partire da quell'anno, la squadra fu in grado di vincere la lega sei volte consecutive, dal 1974 al 1979: un record che ancora oggi rimane imbattuto. È in questo periodo che l'Omonia produsse due dei migliori attaccanti ciprioti: Sōtīrīs Kaïafas e Gregory Savvas. Kaiafas si aggiudicò la Scarpa d'oro dopo aver raggiunto il record europeo con 39 gol segnati nel 1976, un risultato che nessun calciatore cipriota è tuttora riuscito a raggiungere. Dopo Kaiafis, il miglior attaccante del team è stato Spas Tsevizof.
Malgrado il gap di qualità tra l'Omonia e gli altri club europei, la squadra cipriota fu comunque protagonista di alcune prestazioni degne di nota contro i maggiori club della UEFA. Durante la Coppa dei Campioni 1979-1980, l'Omonia, nel tentativo di recuperare una sconfitta per 10-0 subita nei Paesi Bassi contro l'Ajax, al ritorno vinse inaspettatamente per 4-0.
Dopo l'abbandono di Kaiafas, l'Omonia continuò a produrre giocatori di talento, mantenendosi vincente. La squadra cipriota fu campione dal 1981 al 1985 dal 1987 al 1989. Iniziati gli anni ottanta il decennio d'oro continuò grazie a Georgios Savvidis e Spas Dževizov.

### Anni novanta
Nonostante la conquista del titolo della stagione 1993, negli anni novanta il predominio dell'Omonia venne interrotto dall'Anorthōsis. In questo periodo i giocatori più rappresentativi del club furono l'attaccante ungherese Joseph Juriac, durante la prima metà degli anni novanta, e Rainer Rauffmann, nella seconda.
Nativo tedesco, Rauffmann arrivò all'Omonia nel 1998. Capocannoniere del campionato cipriota per quattro stagioni consecutive (dal 1997 al 2001), divenne anche attaccante della nazionale dopo aver preso la cittadinanza cipriota e si ritirò dall'attività agonistica all'età di 37 anni a causa di un infortunio. Un'altra stella degli anni novanta fu il centrocampista Kōstas Malekkos, capitano dell'Omonia, che dopo giocò per l'APOEL, mentre un'altra pedina importante fu il giovane Kōstas Kaiafas (figlio di Sotiris).

### Anni duemila e duemiladieci
Dopo otto stagioni di amarezze, nel 2000-2001 la squadra tornò a vincere il campionato e ripeté il successo nel 2002-2003, capitanata da Kaiafas. Iniziò poi un periodo di declino, in cui acquisti sbagliati e prestazioni al di sotto delle attese aprirolo la strada a un cambio in seno alla dirigenza, con l'arrivo del presidente Miltiadis Neophytou nel 2008. Nel 2006 la squadra si rimise in carreggiata, a iniziare dalla campagna acquisti, con l'arrivo del portiere Antonis Georgallides, cui seguirono quelli di importanti giocatori ciprioti arrivati dall'estero, quali Elias Charalambous, Stathis Aloneftis e del bomber Michalis Konstantinou. Nel 2009 si aggiunsero alla rosa anche Konstantinos Makrides e i giovani Dimitris Christofi e Georgios Efrem, che aveva militato nelle giovanili dell'Arsenal e poi nei Rangers. Nel 2009-2010 la squadra, capitanata da Charalambous e allenata da Takis Lemonis, rivinse il titolo senza perdere un solo derby tra i tanti giocati in stagione.
Partito Lemonis a causa di risultati deludenti maturati nei mesi seguenti, per gli ultimi mesi del 2010 la guida passò a Dušan Bajević, esonerato, tuttavia, già nell'aprile 2011 e rimpiazzato da Neophytos Larkou. Seconda in campionato, l'Omonia si aggiudicò la Coppa di Cipro battendo in finale l'Apollōn Limassol e replicò il successo nella stagione successiva, grazie alla vittoria contro l'AEL Limassol. Ingaggiato il direttore sportivo Nickolas Danskalou, l'Omonia giunse poi terzo nel 2012-2013, qualificandosi all'Europa League.
Partito Larkou nel settembre 2012, arrivò in panchina Toni Savevski, ma la squadra deluse nella prima parte di stagione, poi recuperò e giunse terza in campionato. Parallelamente i tifosi si adoperarono per ripianare i debiti del club, vista la situazione finanziaria preoccupante. Nel 2013 subentrò in panchina lo spagnolo Miguel Ángel Lotina, rimasto in carica, però, per soli trentasette giorni. Lo sostituì Kōstas Kaiafas, mentre economicamente la società cominciò ad avere nuovi problemi. Il quinto posto in campionato fu il peggior piazzamento dei cinquantasei anni precedenti. 
Nelle successive annate la squadra si piazzò quarta e nel 2015-2016 perse la finale di Coppa di Cipro contro l'Apollon Limassol, mentre nel 2016-2017 si piazzò quinta, mancando la qualificazione alle coppe europee dopo quindici anni di presenze ininterrotte sul palcoscenico continentale. La presidenza passò ad Antonis Tzionis. Sesto classificato nel campionato 2017-2018, peggiore stagione di sempre (con il record di gol subiti e di sconfitte nella storia del club), nel maggio 2018 l'Omonia passò nelle mani dell'imprenditore Stavros Papastavrou, residente negli Stati Uniti.

## Colori e stemma
Lo stemma del club rappresenta un trifoglio. Il trifoglio rappresenta la forza, la fatica, la perseveranza dei fondatori dell'Omonia, che si trovavano in difficoltà; inoltre il trifoglio è verde a simboleggiare la speranza. Così, i colori sociali sono il verde e il bianco. I fondatori dell'Omonia scelsero il verde, "colore della speranza", dal momento che, pur essendo in una situazione difficoltosa dopo gli eventi politici a Cipro del 1948 e dopo l'espulsione dall'APOEL, speravano sarebbe arrivato un momento migliore per il calcio nel paese, un periodo in cui l'Omonia avrebbe dominato, affermandosi nel calcio professionistico nazionale e trovando un posto nel cuore dei ciprioti.

## Strutture

### Stadio
Lo stadio di casa è attivo dal 1999, e l'Omonia lo condivide con i rivali locali dell'APOEL e dell'Olympiakos ha 23400 posti ed è lo Stadio Neo GSP, (conosciuto anche come Pancypria Stadium), il più grande stadio di Cipro. Lo stadio precedente era il Makario Stadium, dal 1978 e prima ancora lo Stadio GSP risalente al 1902, quando il club si unì alla Federazione calcistica di Cipro.
Entrambi gli stadi, come il Neo GSP, furono divisi con gli altri team di Nicosia, l'APOEL e l'Olympiakos. Nel primo anno di fondazione, quando il club disputava ancora i tornei amatoriali, l'Omonia usò il Goal Stadium.
Il nuovo progetto è stato disegnato e costruito solo per l'Omonia proprio vicino a Tseri, un villaggio appena fuori Nicosia.
Il nuovo stadio è attualmente in costruzione e diventerà (in termini di capacità di spettatori) il più grande stadio dell'isola, con una capacità di 32.000 persone.

### Palazzetto dello sport
La squadra di basket gioca le proprie partite nel più grande stadio indoor dell'isola, l'Eleftheria Indoor Hall con una capacità di 6.800 posti, mentre il quella di pallavolo divide il Lefkotheo Indoor Hall, che fu costruito nel 1980, con l'APOEL Nicosia. La squadra di calcio a 5 usa lo stadio indoor di Melkonian institute, che fa parte del complesso dell'istituto e ha una capacità di 500 posti.

## Palmarès

### Calcio

#### Competizioni nazionali
Periodo professionistico
- Campionato cipriota: 21

1960-1961, 1965-1966, 1971-1972, 1973-1974, 1974-1975, 1975-1976, 1976-1977, 1977-1978, 1978-1979, 1980-1981, 1981-1982, 1982-1983, 1983-1984, 1984-1985, 1986-1987, 1988-1989, 1992-1993, 2000-2001, 2002-2003, 2009-2010, 2020-2021
- Coppa di Cipro: 16

1964-1965, 1971-1972, 1973-1974, 1979-1980, 1980-1981, 1981-1982, 1982-1983, 1987-1988, 1990-1991, 1993-1994, 1999-2000, 2004-2005, 2010-2011, 2011-2012, 2021-2022, 2022-2023
- Supercoppa di Cipro: 17  (record)

1966, 1979, 1980, 1981, 1982, 1983, 1987, 1988, 1989, 1991, 1994, 2001, 2003, 2005, 2010, 2012, 2021
Periodo amatoriale
- Campionato cipriota: 4

1949, 1950, 1951, 1952
- Coppa di Cipro: 5

1949, 1950, 1951, 1952, 1953

#### Altri piazzamenti
- Campionato cipriota:

Secondo posto: 1959-1960, 1961-1962, 1967-1968, 1968-1969, 1979-1980, 1985-1986, 1989-1990, 1994-1995, 1997-1998, 1998-1999, 1999-2000, 2003-2004, 2005-2006, 2006-2007, 2008-2009, 2010-2011, 2011-2012
Terzo posto: 1956-1957, 1962-1963, 1969-1970, 1987-1988, 1995-1996, 1996-1997, 2004-2005, 2007-2008, 2012-2013, 2023-2024
- Coppa di Cipro:

Finalista: 1968-1969, 1970-1971, 1989-1990, 1991-1992, 1996-1997, 2006-2007, 2015-2016, 2023-2024
Semifinalista: 1962-1963, 1974-1975, 1975-1976, 1977-1978, 1984-1985, 1985-1986, 1994-1995, 1995-1996, 2000-2001, 2001-2002, 2002-2003, 2005-2006, 2007-2008, 2012-2013, 2014-2015, 2019-2020, 2024-2025
- Supercoppa di Cipro:

Finalista: 1984, 1985, 1993, 2000, 2011, 2022, 2023

## Organico

### Rosa 2025-2026
Aggiornata al 7 agosto 2025.
| N. |                                 | Ruolo | Calciatore                 |
| -- | ------------------------------- | ----- | -------------------------- |
| 2  | Senegal (bandiera)              | D     | Alpha Diounkou             |
| 3  | Grecia (bandiera)               | D     | Fōtīs Kitsos               |
| 4  | Svezia (bandiera)               | D     | Filip Helander             |
| 5  | Mali (bandiera)                 | D     | Senou Coulibaly            |
| 6  | Paesi Bassi (bandiera)          | D     | Carel Eiting               |
| 7  | Capo Verde (bandiera)           | A     | Willy Semedo               |
| 8  | Montenegro (bandiera)           | A     | Stevan Jovetić             |
| 9  | Polonia (bandiera)              | A     | Mariusz Stępiński          |
| 10 | Grecia (bandiera)               | A     | Anastasios Chatzīgiovannīs |
| 11 | Brasile (bandiera)              | C     | Ewandro                    |
| 14 | Bosnia ed Erzegovina (bandiera) | C     | Mateo Marić                |
| 19 | Norvegia (bandiera)             | A     | Mikael Ingebrigtsen        |
| 21 | Grecia (bandiera)               | D     | Giannīs Masouras           |
| 23 | Nigeria (bandiera)              | P     | Francis Uzoho              |
| 24 | Marocco (bandiera)              | D     | Amine Khammas              |
| 27 | Rep. Ceca (bandiera)            | D     | Stefan Simič               |

| N. |                       | Ruolo | Calciatore                   |
| -- | --------------------- | ----- | ---------------------------- |
| 30 | Cipro (bandiera)      | D     | Nikolas Panagiōtou           |
| 31 | Cipro (bandiera)      | C     | Iōannīs Kousoulos (capitano) |
| 33 | Polonia (bandiera)    | C     | Mateusz Musiałowski          |
| 40 | Brasile (bandiera)    | P     | Fabiano                      |
| 44 | Montenegro (bandiera) | C     | Novica Eraković              |
| 48 | Cipro (bandiera)      | D     | Andreas Chatzīevaggelou      |
| 74 | Cipro (bandiera)      | C     | Panagiōtīs Andreou           |
| 75 | Cipro (bandiera)      | A     | Loizos Loizou                |
| 78 | Cipro (bandiera)      | P     | Pantelīs Michaīl             |
| 79 | Cipro (bandiera)      | A     | Tahsin Özler                 |
| 85 | Cipro (bandiera)      | A     | Aggelos Neofytou             |
| 87 | Gabon (bandiera)      | A     | Curtis Makosso Moungadji     |
| 90 | Cipro (bandiera)      | C     | Christos Kōnstantinidīs      |
| 91 | Cipro (bandiera)      | A     | Kōnstantinos Panagī          |
| 98 | Cipro (bandiera)      | P     | Charalampos Kyriakidīs       |

### Rosa 2024-2025
| N. |                                 | Ruolo | Calciatore           |
| -- | ------------------------------- | ----- | -------------------- |
| 2  | Senegal (bandiera)              | D     | Alpha Diounkou       |
| 3  | Grecia (bandiera)               | D     | Fōtīs Kitsos         |
| 4  | Svezia (bandiera)               | D     | Filip Helander       |
| 5  | Mali (bandiera)                 | D     | Senou Coulibaly      |
| 7  | Capo Verde (bandiera)           | A     | Willy Semedo         |
| 8  | Montenegro (bandiera)           | A     | Stevan Jovetić       |
| 9  | Cipro (bandiera)                | A     | Andronikos Kakoullīs |
| 11 | Brasile (bandiera)              | C     | Ewandro              |
| 14 | Polonia (bandiera)              | A     | Mariusz Stępiński    |
| 17 | Grecia (bandiera)               | D     | Giannīs Masouras     |
| 20 | Bosnia ed Erzegovina (bandiera) | C     | Mateo Marić          |
| 21 | Serbia (bandiera)               | C     | Veljko Simić         |
| 22 | Ungheria (bandiera)             | D     | Ádám Lang            |
| 23 | Nigeria (bandiera)              | P     | Francis Uzoho        |

| N. |                       | Ruolo | Calciatore                   |
| -- | --------------------- | ----- | ---------------------------- |
| 24 | Marocco (bandiera)    | D     | Amine Khammas                |
| 30 | Cipro (bandiera)      | D     | Nikolas Panagiōtou           |
| 31 | Cipro (bandiera)      | C     | Iōannīs Kousoulos (capitano) |
| 33 | Polonia (bandiera)    | C     | Mateusz Musiałowski          |
| 40 | Brasile (bandiera)    | P     | Fabiano                      |
| 75 | Cipro (bandiera)      | A     | Loizos Loizou                |
| 76 | Cipro (bandiera)      | C     | Charalampos Charalampous     |
| 78 | Cipro (bandiera)      | P     | Pantelīs Michaīl             |
| 80 | Montenegro (bandiera) | C     | Novica Eraković              |
| 85 | Cipro (bandiera)      | A     | Aggelos Neofytou             |
| 90 | Ucraina (bandiera)    | C     | Roman Bezus                  |
| 98 | Cipro (bandiera)      | P     | Charalampos Kyriakidīs       |
| 99 | Camerun (bandiera)    | A     | Saidou Alioum                |

### Rosa 2023-2024
Aggiornata al 3 aprile 2024.
| N. |                          | Ruolo | Calciatore           |
| -- | ------------------------ | ----- | -------------------- |
| 2  | Cipro (bandiera)         | D     | Parīs Psaltīs        |
| 3  | Galles (bandiera)        | D     | Adam Matthews        |
| 5  | Mali (bandiera)          | D     | Senou Coulibaly      |
| 6  | Brasile (bandiera)       | D     | Marquinhos Cipriano  |
| 7  | Capo Verde (bandiera)    | C     | Willy Semedo         |
| 8  | Guinea-Bissau (bandiera) | C     | Moreto Cassamá       |
| 9  | Cipro (bandiera)         | A     | Andronikos Kakoullīs |
| 11 | Camerun (bandiera)       | C     | Saidou Alioum        |
| 14 | Polonia (bandiera)       | A     | Mariusz Stępiński    |
| 16 | Svezia (bandiera)        | C     | Alexander Fransson   |
| 17 | Rep. Ceca (bandiera)     | D     | Jan Lecjaks          |
| 18 | Iran (bandiera)          | A     | Karim Ansarifard     |
| 19 | Comore (bandiera)        | C     | Fouad Bachirou       |
| 20 | Cipro (bandiera)         | A     | Panagiōtīs Zachariou |
| 21 | Serbia (bandiera)        | C     | Veljko Simić         |

| N. |                       | Ruolo | Calciatore               |
| -- | --------------------- | ----- | ------------------------ |
| 22 | Ungheria (bandiera)   | D     | Ádám Lang                |
| 23 | Nigeria (bandiera)    | P     | Francis Uzoho            |
| 24 | Montenegro (bandiera) | C     | Novica Eraković          |
| 30 | Cipro (bandiera)      | D     | Nikolas Panagiōtou       |
| 31 | Cipro (bandiera)      | C     | Iōannīs Kousoulos        |
| 35 | Marocco (bandiera)    | D     | Amine Khammas            |
| 40 | Brasile (bandiera)    | P     | Fabiano                  |
| 73 | Serbia (bandiera)     | D     | Nemanja Miletić          |
| 74 | Cipro (bandiera)      | C     | Panagiotis Andreou       |
| 76 | Cipro (bandiera)      | C     | Charalampos Charalampous |
| 79 | Cipro (bandiera)      | C     | Tahsin Ozler             |
| 88 | Nigeria (bandiera)    | C     | Akinkunmi Amoo           |
| 90 | Ucraina (bandiera)    | C     | Roman Bezus              |
| 98 | Cipro (bandiera)      | P     | Charalampos Kyriakidīs   |
| 99 | Cipro (bandiera)      | C     | Titos Prokopiou          |

### Rosa 2022-2023
Aggiornata al 5 febbraio 2023.
| N. |                          | Ruolo | Calciatore           |
| -- | ------------------------ | ----- | -------------------- |
| 1  | Cipro (bandiera)         | P     | Kōnstantinos Panagī  |
| 2  | Cipro (bandiera)         | D     | Parīs Psaltīs        |
| 3  | Galles (bandiera)        | D     | Adam Matthews        |
| 6  | Spagna (bandiera)        | D     | Héctor Yuste         |
| 8  | Guinea-Bissau (bandiera) | C     | Moreto Cassamá       |
| 9  | Capo Verde (bandiera)    | A     | Willy Semedo         |
| 10 | Cipro (bandiera)         | A     | Loizos Loizou        |
| 11 | Inghilterra (bandiera)   | A     | Brandon Barker       |
| 17 | Rep. Ceca (bandiera)     | D     | Jan Lecjaks          |
| 18 | Iran (bandiera)          | A     | Karim Ansarifard     |
| 19 | Comore (bandiera)        | C     | Fouad Bachirou       |
| 20 | Cipro (bandiera)         | A     | Panagiōtīs Zachariou |
| 22 | Ungheria (bandiera)      | D     | Ádám Lang            |
| 23 | Nigeria (bandiera)       | P     | Francis Uzoho        |

| N. |                        | Ruolo | Calciatore               |
| -- | ---------------------- | ----- | ------------------------ |
| 30 | Cipro (bandiera)       | D     | Nikolas Panagiōtou       |
| 31 | Cipro (bandiera)       | C     | Iōannīs Kousoulos        |
| 33 | Cipro (bandiera)       | D     | Alexandros Kaïafas       |
| 40 | Brasile (bandiera)     | P     | Fabiano                  |
| 73 | Serbia (bandiera)      | D     | Nemanja Miletić          |
| 76 | Cipro (bandiera)       | C     | Charalampos Charalampous |
| 78 | Cipro (bandiera)       | D     | Kōnstantinos Venizelou   |
| 79 | Cipro (bandiera)       | A     | Andreas Savva            |
| 80 | Cipro (bandiera)       | A     | Andronikos Kakoullīs     |
| 82 | Cipro (bandiera)       | D     | Nikolas Kyriakidīs       |
| 85 | Cipro (bandiera)       | P     | Michalīs Christodoulidīs |
| 88 | Inghilterra (bandiera) | A     | Gary Hooper              |
| 90 | Ucraina (bandiera)     | C     | Roman Bezus              |

### Rosa 2020-2021
Aggiornata al 16 settembre 2020.
| N. |                       | Ruolo | Calciatore          |
| -- | --------------------- | ----- | ------------------- |
| 1  | Cipro (bandiera)      | P     | Constantinos Panagi |
| 5  | Portogallo (bandiera) | D     | Kiko                |
| 6  | Rep. Ceca (bandiera)  | D     | Michael Lüftner     |
| 7  | Senegal (bandiera)    | A     | Kaly Sene           |
| 8  | Portogallo (bandiera) | C     | Vítor Gomes         |
| 9  | Ghana (bandiera)      | C     | Ernest Asante       |
| 10 | Slovenia (bandiera)   | A     | Tim Matavž          |
| 11 | Francia (bandiera)    | C     | Éric Bauthéac       |
| 13 | Cipro (bandiera)      | A     | Fōtīs Papoulīs      |
| 15 | Slovacchia (bandiera) | D     | Tomáš Hubočan       |
| 16 | Spagna (bandiera)     | C     | Jordi Gómez         |
| 17 | Rep. Ceca (bandiera)  | D     | Jan Lecjaks         |
| 18 | Slovacchia (bandiera) | A     | Michal Ďuriš        |

| N. |                     | Ruolo | Calciatore               |
| -- | ------------------- | ----- | ------------------------ |
| 21 | Cipro (bandiera)    | C     | Marinos Tziōnīs          |
| 22 | Ungheria (bandiera) | D     | Ádám Lang                |
| 30 | Cipro (bandiera)    | D     | Nikolas Panagiōtou       |
| 31 | Cipro (bandiera)    | D     | Iōannīs Kousoulos        |
| 35 | Grecia (bandiera)   | D     | Charīs Maurias           |
| 40 | Brasile (bandiera)  | P     | Fabiano                  |
| 70 | Brasile (bandiera)  | C     | Thiago Santos            |
| 75 | Cipro (bandiera)    | A     | Loizos Loizou            |
| 76 | Cipro (bandiera)    | C     | Charalampos Charalampous |
| 78 | Cipro (bandiera)    | C     | Kōnstantinos Venizelos   |
| 80 | Cipro (bandiera)    | A     | Andronikos Kakoullīs     |
| 81 | Cipro (bandiera)    | A     | Angelos Zefki            |
| 98 | Cipro (bandiera)    | P     | Charalampos Kyriakidīs   |

## Record
- Vittoria più larga: 11-0 vs Doxa Katōkopias, campionato, 17 gennaio 2004
- Vittoria più larga in Europa: 6-1 vs Red Boys Differdange, Coppa dei Campioni, 1º turno, 3 ottobre 1979
- Sconfitta più larga: 1-7 vs AEL FC, 1953-54
- Sconfitta più larga in Europa: 0-10 vs Ajax Amsterdam, Coppa dei Campioni, 2º turno, 24 ottobre 1979
- Record di punti (2 a vittoria): 54, 1976-77
- Record di punti (3 a vittoria): 67, 1998-99
- Record di gol in una stagione (squadra): 91, 1960-61
- Striscia di imbattibilità più lunga: 46 partite, 29 gennaio 1984 - 14 dicembre 1985
- Record di presenze: 503 Andreas Kanaris
- Record di gol: 321 Sōtīrīs Kaïafas
- Record di gol in una partita: 8 Rainer Rauffmann vs Anagennisis Deryneia, 1998
- Record di gol in una stagione (giocatore): 44 Sōtīrīs Kaïafas, 1976-77

## Tifosi
I tifosi dell'Omonia sono considerati in maggioranza di sinistra. Oggi sono circa il 40% della popolazione cipriota. Diverso dagli altri team di Cipro, l'Omonia è così popolare che oggi ha moltissimi tifosi in tutte le città e i paesi di Cipro, specialmente a Limassol, dove sono valutati come il terzo team con più sostenitori dopo gli altri team della città: l'Apollon e l'AEL FC. Durante gli anni, dopo le crisi politiche in molti team calcistici di Cipro, che furono principalmente di sinistra, la Federazione Amatori Calcio di Cipro ebbe molte più presenze negli stadi rispetto al campionato FA, e l'Omonia divenne la squadra più popolare dell'isola. La popolarità del team fu una delle molte ragioni dell'unione del calcio cipriota e dell'accettazione delle squadre di sinistra nell'Associazione Calcio Cipro.
L'Omonia ebbe anche una grande presenza di tifosi, da quando esiste prima di tutti gli altri team ciprioti; inoltre il GSp Stadium, il luogo d'incontro per i team che giocano in casa, fu considerato troppo piccolo per i tre team. In molte gare i biglietti furono venduti in poche ore dopo la loro messa in vendita, in particolare nei match contro gli acerrimi rivali
Nel 2001 il team batté il record di Cipro riguardante i biglietti venduti, con un numero di 109.303. Nel 2003 il record fu ribattuto con il miglioramento a 140.740, successo che si ripeté nello stesso anno con 143.033 biglietti venduti. Questo numero è molto grande anche per molti dei team più popolari in Europa.
Ci anche sono due grandi fan club che sostengono il team: PA.SY.FI. e Gate 9, che sono i più attivi e grandi fan club. Il fan club prese il suo nome dal padre di Kaiafas, Sotiris Kaiafas, che vinse la Scarpa d'Oro nel 1976 e fu il primo organizzato nel 1992.
Da allora seguono il team ovunque nel mondo. In alcune lontane gare europee, i tifosi furono più di 800 e a volte 1000.
Dal 2018 , come protesta per l'acquisizione del club da parte di Stavros Papastravou, i Gate 9 non seguono più la squadra di calcio, e hanno fondato la People's Athletic Club Omonoia 1948, che , partendo dalla V divisione ,si e' resa protagonista di tre promozioni di seguito, guadagnandosi cosi' la possibilita' di giocare nella II divisione cipriota nella stagione 2021/
2022